# Wenshan
För andra betydelser, se Wenshan (olika betydelser).
Wenshan är en autonom prefektur för zhuang- och miao-folken i Yunnan-provinsen i sydvästra Kina.

## Administrativ indelning
Wenshan består av en stad på häradsnivå och sju härad:
- Staden Wenshan (文山市), 3 064 km², 430 000 invånare;
- Häradet Yanshan (砚山县), 3 888 km², 440 000 invånare;
- Häradet Xichou (西畴县), 1 545 km², 250 000 invånare;
- Häradet Malipo (麻栗坡县), 2 395 km², 270 000 invånare;
- Häradet Maguan (马关县), 2 755 km², 350 000 invånare;
- Häradet Qiubei (丘北县), 5 150 km², 450 000 invånare;
- Häradet Guangnan (广南县), 7 983 km², 740 000 invånare;
- Häradet Funing (富宁县), 5 459 km², 390 000 invånare.